# Turraea pulchella
Turraea pulchella là một loài thực vật có hoa trong họ Meliaceae. Loài này được T.D. Penn. miêu tả khoa học đầu tiên.